# Loongcosa
Genre
Loongcosa est un genre d'araignées aranéomorphes de la famille des Lycosidae.

## Distribution
Les espèces de ce genre sont endémiques de Chine.

## Liste des espèces
Selon World Spider Catalog (version 26, 24/05/2025) :
- Loongcosa dentitegulum (Yin, Peng, Xie, Bao & Wang, 1997)
- Loongcosa wuyiensis (Yu & Song, 1988)

## Systématique et taxinomie
Ce genre a été décrit par Wang, Marusik et Zhang en 2025 dans les Lycosidae.

## Publication originale
- Wang, Marusik & Zhang, 2025 : « Three new genera of wolf spiders (Araneae, Lycosidae) living on the forest floor in East Asia. » ZooKeys, vol. 1239, p. 123-145 (texte intégral).